# FC Inhulets Petrove
El Inhulets Petrove (en ucraniano: Футбольний клуб «Інгулець», Futbolʹnyy klub «Inhuletsʹ») es un club de fútbol ucraniano de la ciudad de Petrove, en el óblast de Kirovohrad. Fue fundado en 2013 y disputa sus partidos como local en el estadio Inhulets. El club debe su nombre al río Inhulets que discurre por la zona y los colores del equipo son el rojo y amarillo.

## Historia
El club fue fundado en 2013 con el nombre de FC Ahrofirma Pyatykhatska Volodymyrivka porque el equipo estaba patrocinado por una de las mayores empresas agrícolas de la región de Kirovohrad. El presidente del club también era el presidente de la empresa, Oleksandr Povorozniuk. En su primera temporada, el equipo fue subcampeón en la Copa Óblast de Kirovohrad.
El presidente del club, Oleksandr Povorozniuk, inició un equipo de fútbol infantil en cada aldea del raión de Petrove. El club compitió en 2014 en la Liga Amateur de Fútbol de Ucrania y fue derrotado en el campeonato de finalistas.
En febrero de 2015 el club pasó a llamarse Inhulets. El club volvió a competir en el Campeonato Amateur de 2015, pero durante la temporada, el club ingresó en los rangos profesionales y se unió al PFL para ingresar a la Druha Liha, la tercera división. Inhulets Petrove continuó su participación entre los aficionados con su segundo equipo, FC Inhulets-2 Petrove.
En su primera temporada el club fue promovido a la Persha Liha, la segunda división nacional.